# Nymphon draconum
Nymphon draconum is een zeespin uit de familie Nymphonidae. De soort behoort tot het geslacht Nymphon. Nymphon draconum werd in 1990 voor het eerst wetenschappelijk beschreven door Child. 